# Nao (1985年生の歌手)
nao（ナオ、1985年1月26日 - ）は、日本の女性歌手、声優。千葉県野田市出身。fripSideの元メンバー。DystopiaGroundとfool's sonicの代表。所属レコード会社兼レーベルは5pb.Records。愛称は「なおすん」。

## バイオグラフィ
- 2002年
  - 八木沼悟志との音楽ユニット・fripSideを結成。ボーカルと一部楽曲での作詞を担当する。
- 2009年
  - 3月15日：fripSideを脱退。
  - 12月30日：志倉千代丸がプロデュースを手掛ける同人サークル・DystopiaGround始動。アルバム『Euclidean』『Fermion』を2枚同時発売し同人音楽デビュー。
- 2010年
  - 3月31日：5pb.Recordsから1stシングル「シンクロしようよ」を発売しソロメジャーデビュー。
- 2011年
  - 6月22日：1作目となるソロアルバム『prismatic infinity carat.』をリリース[1]。
  - 7月3日：東京・原宿アストロホールにて初の単独ライブ・nao 1st LIVE「prismatic infinity carat.Ver.7.0.3」を開催。
- 2012年
  - 1月29日：DystopiaGround活動休止。
  - 8月12日：同人サークル・fool's sonic始動。シングル「away;c」を発売し同人音楽デビュー。
  - 12月5日：fripSide結成10周年記念アルバム『Decade』に参加。
- 2017年
  - 10月4日：fripSide結成15周年記念アルバム『crossroads』に参加。
- 2022年
  - 10月19日：fripSide結成20周年記念アルバム『double Decades』に参加。

## ディスコグラフィ

### シングル
|     | 発売日         | タイトル                         | 規格   | 規格品番                          | オリコン | 初収録アルバム              |
| --- | -------------- | -------------------------------- | ------ | --------------------------------- | -------- | --------------------------- |
| 1st | 2010年3月31日  | シンクロしようよ                 | CD     | FVCG-1107                         | 62位     | prismatic infinity carat.   |
| 2nd | 2010年8月25日  | 流星のビヴロスト/sincerely       | CD+DVD | VGCD-50009                        | 107位    | prismatic infinity carat.   |
| 3rd | 2010年12月22日 | ぱすてるチャイム                 | CD+DVD | FVCG-1137                         | 135位    | prismatic infinity carat.   |
| 4th | 2012年10月24日 | 神次元!ふぉーちゅん・まてりある  | CD     | FVCG-1214（初回限定盤）           | 34位     | prismatic infinity carat.ii |
| 4th | 2012年10月24日 | 神次元!ふぉーちゅん・まてりある  | CD     | FVCG-1215（通常盤）               | 34位     | prismatic infinity carat.ii |
| 5th | 2013年7月24日  | Dimension tripper!!!!            | CD+DVD | FVCG-1255（DVD付盤）              | 31位     | prismatic infinity carat.ii |
| 5th | 2013年7月24日  | Dimension tripper!!!!            | CD     | FVCG-1256（ネプテューヌコラボ盤） | 31位     | prismatic infinity carat.ii |
| 6th | 2013年11月27日 | ミラクル!ぽーたぶる☆ミッション   | CD     | FVCG-1280                         | 97位     | prismatic infinity carat.ii |
| 7th | 2014年3月26日  | きりひらけ!ロープレ☆スターガール | CD     | FVCG-1259                         | 54位     | prismatic infinity carat.ii |
| 8th | 2015年3月25日  | 相対性VISION                     | CD+DVD | FVCG-1337（DVD付）                | 52位     | 未公表                      |
| 8th | 2015年3月25日  | 相対性VISION                     | CD     | FVCG-1338（通常盤）               | 52位     | 未公表                      |

### オリジナル・アルバム
|     | 発売日         | タイトル                    | 規格          | 規格品番                                                   | オリコン |
| --- | -------------- | --------------------------- | ------------- | ---------------------------------------------------------- | -------- |
| 1st | 2011年6月22日  | prismatic infinity carat.   | CD+DVD        | FVCG-1160                                                  | 108位    |
| 2nd | 2014年12月24日 | prismatic infinity carat.ii | 2CD+DVD+GOODS | FVCG-1329（5pb.ちゃんLiveグッズ仕様盤/完全初回生産限定盤） | 101位    |
| 2nd | 2014年12月24日 | prismatic infinity carat.ii | CD            | GNCA-1330（通常盤）                                        | 101位    |

### 参加作品
| タイトル                                                   | 規格    | 備考 |
| ---------------------------------------------------------- | ------- | --- |
| Lycee 5周年記念テーマソングCD「ムゲンノチカラ」            | CD      | 2010年1月29日に発売されたリセ5周年記念テーマソングを収録したシングル。新井健史とのコラボレーション・NAO×ARAKEN名義による楽曲「ムゲンノチカラ」「Wake up! Warm up! 勝利のために!」「オレンジ色の約束」が収録されている。              |
| Live5pb. 2010@JCB Hall                                     | Blu-ray | 2011年4月27日に発売された『Live5pb. 2010』の公演模様を収めた映像作品。 |
| CHAOS;HEAD VOCAL COLLECTION                                | 2CD     | 2011年8月24日に発売された『CHAOS;HEAD』の2枚組オムニバス。1stシングルの表題曲「シンクロしようよ」と、カップリング曲「君へのトビキリ☆応援歌。」、1stアルバム『prismatic infinity carat.』収録曲「フラグ立てようよ」が収録されている。 |
| THE WORKS～志倉千代丸楽曲集～ 6.0                          | CD      | 2011年8月24日に発売された志倉千代丸のコンピレーション・アルバム。1stアルバム『prismatic infinity carat.』収録曲「フラグ立てようよ」が収録されている。                                                                                |
| Science Adventure Dance Remix「CHAOS;HEAD」「STEINS;GATE」 | CD      | 2011年9月21日に発売された『CHAOS;HEAD』のオムニバス。1stシングルの表題曲「シンクロしようよ」と、1stアルバム『prismatic infinity carat.』収録曲「フラグ立てようよ」が収録されている。                                                 |
| THE WORKS～志倉千代丸楽曲集～ 7.0                          | CD      | 2012年1月25日に発売された志倉千代丸のコンピレーション・アルバム。1stシングルの表題曲「シンクロしようよ」が収録されている。 |
| THE WORKS～志倉千代丸楽曲集～ 8.0                          | CD      | 2014年1月29日に発売された志倉千代丸のコンピレーション・アルバム。「極上HEAVEN」が収録されている。 |
| Red Zone~THE ANIMATION “TERRAFORMARS REVENGE" SONGS        | CD      | 2016年5月25日に発売された。TVアニメ「TERRAFORMARS REVENGE」のエンディング「Revolution」が収録されている。 |

## タイアップ一覧
| 年     | 楽曲                                                                     | タイアップ先 |
| ------ | ------------------------------------------------------------------------ | --- |
| 2010年 | シンクロしようよ                                                         | Xbox 360専用ゲームソフト『CHAOS;HEAD らぶChu☆Chu!』オープニングテーマ                                                    |
| 2010年 | 流星のビヴロスト                                                         | PlayStation 3専用ゲームソフト『超次元ゲイム ネプテューヌ』オープニングテーマ                                             |
| 2010年 | sincerely                                                                | Xbox 360専用ゲームソフト『メモリーズオフ ゆびきりの記憶』第2オープニングテーマ                                           |
| 2010年 | ぱすてるチャイム                                                         | PlayStation Portable専用ゲームソフト『ぱすてるチャイムContinue』オープニングテーマ                                       |
| 2012年 | 神次元!ふぉーちゅん・まてりある                                          | PlayStation 3専用ゲームソフト『神次元ゲイム ネプテューヌV』オープニングテーマ                                            |
| 2012年 | 極上HEAVEN                                                               | PlayStation 3専用ゲームソフト『CHAOS;HEAD らぶChu☆Chu!』オープニングテーマ                                               |
| 2013年 | ツクモノツキ                                                             | Windows XP/Vista/7専用ゲームソフト『ツクモノツキ』オープニングテーマ                                                     |
| 2013年 | ぜっこーちょースパイラル!!GT                                             | Windows XP/Vista/7専用ゲームソフト『ぜっちょースパイラル!!』主題歌                                                       |
| 2013年 | Lunatic delusion                                                         | Windows XP/Vista/7専用ゲームソフト『ゴスデリ -GOTHIC DELUSION-』主題歌                                                   |
| 2013年 | 咆哮! ド田舎ちゃんねる5                                                  | Windows XP/Vista/7専用ゲームソフト『ド田舎ちゃんねる5 〜こちら鈴音学園放送部〜』オープニングテーマ                       |
| 2013年 | Summer Sunshine                                                          | Windows XP/Vista/7専用ゲームソフト『ましろサマー』エンディングテーマ                                                     |
| 2013年 | シークレットミッション? ホントの気持ち?                                  | Windows XP/Vista/7専用ゲームソフト『妹が僕を狙ってる』主題歌                                                             |
| 2013年 | 木漏れ日フレネル                                                         | Windows 2000/XP/Vista/7専用ゲームソフト『1/2 summer』オープニングテーマ                                                  |
| 2013年 | Endless Field                                                            | Windows XP/Vista/7専用ゲームソフト『Tiny Dungeon 〜BRAVE or SLAVE〜』オープニングテーマ                                  |
| 2013年 | ゆうかげ                                                                 | Windows XP/Vista/7専用ゲームソフト『ド田舎ちゃんねる5 〜こちら鈴音学園放送部〜』エンディングテーマ                       |
| 2013年 | 笑顔のエレメンツ                                                         | Windows XP/Vista/7専用ゲームソフト『Tiny Dungeon 〜BIRTH for YOURS〜』オープニングテーマ                                 |
| 2013年 | phantasia ballad                                                         | Windows 2000/XP/Vista/7専用ゲームソフト『翼をください』主題歌                                                            |
| 2013年 | blade heart                                                              | Windows XP/Vista/7専用ゲームソフト『Tiny Dungeon 〜BLACK and WHITE〜』オープニングテーマ                                 |
| 2013年 | 女子力向上宣言!                                                          | Windows XP/Vista/7専用ゲームソフト『初恋1/1』藤川瑠奈イメージソング                                                      |
| 2013年 | ラブ・バインド                                                           | Windows 2000/XP/Vista/7専用ゲームソフト『ラブ・バインド』オープニングテーマ                                              |
| 2013年 | sirius                                                                   | Windows XP/Vista/7専用ゲームソフト『ましろサマー』園部夏穂テーマソング                                                   |
| 2013年 | KIZUNA                                                                   | Windows XP/Vista/7専用ゲームソフト『Tiny Dungeon 〜BLESS of DRAGON〜』オープニングテーマ                                 |
| 2013年 | Transparent Emotion                                                      | Windows XP/Vista/7専用ゲームソフト『普通じゃないッ!!』主題歌                                                             |
| 2013年 | 深紅の徒花                                                               | Windows XP/Vista/7専用ゲームソフト『眠れる花は春をまつ。』一花イメージソング                                             |
| 2013年 | がんばれ、乙女!! 〜フラグ折れても心は折れず〜                            | Windows XP/Vista/7専用ゲームソフト『フラグへし折り男』主題歌                                                             |
| 2013年 | 花よ夢見し                                                               | Windows XP/Vista/7専用ゲームソフト『眠れる花は春をまつ。』イメージソング                                                 |
| 2013年 | Dimension tripper!!!!                                                    | 独立放送局アニメ『超次元ゲイム ネプテューヌ THE ANIMATION』オープニングテーマ                                            |
| 2013年 | ミラクル!ぽーたぶる☆ミッション                                           | PlayStation Vita専用ゲームソフト『超次次元ゲイム ネプテューヌRe;Birth1』オープニングテーマ                               |
| 2013年 | ミラクル!ぽーたぶる☆ミッション                                           | PlayStation 4専用ゲームソフト『超次次元ゲイム ネプテューヌRe;Birth1+』オープニングテーマ                                 |
| 2014年 | きりひらけ!ロープレ☆スターガール                                         | PlayStation Vita専用ゲームソフト『超次次元ゲイム ネプテューヌRe;Birth2 SISTERS GENERATION』オープニングテーマ            |
| 2014年 | happy shinin' days                                                       | Windows XP/Vista/7専用ゲームソフト『ダイヤミック・デイズ』エンディングテーマ                                             |
| 2014年 | あるがままの小鳥より                                                     | Windows XP/Vista/7/8専用ゲームソフト『ゆめいろアルエット!』鳳凰院雀テーマソング                                          |
| 2014年 | My Style, My Elegance                                                    | Windows XP/Vista/7専用ゲームソフト『ノーブルリージュ!』イメージソング                                                    |
| 2014年 | SLGだって欲しいもん!                                                     | Windows XP/Vista/7/8専用ゲームソフト『LOあんぐる!!』オープニングテーマ                                                   |
| 2014年 | これからの未来に                                                         | Windows 2000/XP/Vista専用ゲームソフト『恋色空模様』第二部エンディングテーマ                                              |
| 2014年 | rhythmix to you                                                          | Windows XP/Vista/7専用ゲームソフト『カスタムメイド3D スキルパック2』主題歌                                               |
| 2014年 | Hello again                                                              | Windows XP/Vista/7/8専用ゲームソフト『サンタフル☆サマー』主題歌                                                          |
| 2014年 | 夏色オルケスタ                                                           | PlayStation Portable専用ゲームソフト『1/2 summer+』オープニングテーマ                                                    |
| 2014年 | melody memory                                                            | Windows XP/Vista/7専用ゲームソフト『あいこみゅ!! -IDOL Communication-』御室梨緒エンディングテーマ                        |
| 2014年 | Last Engaged.                                                            | Windows XP/Vista/7/8専用ゲームソフト『マテリアルブレイブ イグニッション』エンディングテーマ                              |
| 2015年 | 相対性VISION                                                             | PlayStation 4専用ゲームソフト『新次元ゲイム ネプテューヌVII』オープニングテーマ                                          |
| 2015年 | トキメキの未来                                                           | Windows Vista/7/8/8.1/10専用ゲームソフト『QUINTUPLE☆SPLASH』三郷みおエンディングテーマ                                   |
| 2016年 | 永遠なる絆と想いのキセキ                                                 | Windows XP/Vista/7/8専用ゲームソフト『恋する少女と想いのキセキ〜Poupee de souhaits〜』オープニングテーマ                 |
| 2016年 | Jewelic Saga                                                             | Windows Vista/7/8専用ゲームソフト『学園舞闘のフォークロア』オープニングテーマ                                            |
| 2016年 | N.O.S                                                                    | Windows Vista/7/8/10専用ゲームソフト『LAMUNATION!』2ndオープニングテーマ                                                 |
| 2016年 | Folktales Princess                                                       | Windows Vista/7/8専用ゲームソフト『学園舞闘のフォークロア』挿入歌                                                        |
| 2016年 | 黄昏のリベリオン                                                         | Windows XP/Vista専用ゲームソフト『VenusBlood -GAIA-』オープニングテーマ                                                  |
| 2016年 | Piece of Time                                                            | Windows XP/Vista/7/8専用ゲームソフト『Timepiece Ensemble』オープニングテーマ                                             |
| 2016年 | 過去と未来のメモリー                                                     | Windows Vista/7/8専用ゲームソフト『晴のちきっと菜の花びより』綾崎菜乃花エンディングテーマ                                |
| 2016年 | 未来フラッグ                                                             | Android・iOS専用携帯電話ゲーム『Endless Dungeon』オープニングテーマ                                                      |
| 2016年 | Blue-Love Chime                                                          | Windows XP/Vista/7/8専用ゲームソフト『天色*アイルノーツ』オープニングテーマ                                              |
| 2016年 | Pure Seven Days                                                          | Windows XP/Vista/7/8専用ゲームソフト『らぶ♥らぶ♥らいふ ～お嬢様7人とラブラブハーレム生活～』オープニングテーマ           |
| 2016年 | タイヨウパラダイス                                                       | Windows Vista/7/8/8.1/10・Nintendo Switch・PlayStation 4専用ゲームソフト『ネコぱら』オープニングテーマ                   |
| 2016年 | Smile                                                                    | Windows XP/Vista/7専用ゲームソフト『夏色あさがおレジデンス』オープニングテーマ                                           |
| 2016年 | Another Reality                                                          | Windows Vista/7/8専用ゲームソフト『ハーヴェストオーバーレイ』1stオープニングテーマ                                       |
| 2016年 | step into my world                                                       | Windows XP/Vista/7/8専用ゲームソフト『PRIMAL×HEARTS2』月夜野兎姫エンディングテーマ                                       |
| 2016年 | モノクローム                                                             | Windows XP/Vista/7/8専用ゲームソフト『Timepiece Ensemble』エンディングテーマ                                             |
| 2016年 | hallucinate                                                              | Windows Vista/7/8専用ゲームソフト『VenusBlood -HYPNO-』オープニングテーマ                                                |
| 2016年 | startline                                                                | Windows Vista/7/8専用ゲームソフト『残念な俺達の青春事情。』エンディングテーマ                                            |
| 2017年 | ドキドキ☆Fallin’Love                                                     | Windows 7/8/8.1専用ゲームソフト『カスタムメイド3D2』主題歌                                                               |
| 2017年 | 侵食のサクリファイス                                                     | Windows Vista/7/8.1/10専用ゲームソフト『Dearest Blue』主題歌                                                             |
| 2017年 | stellar my tears                                                         | Windows 7/8/8.1専用ゲームソフト『カスタムメイド3D2+』挿入歌                                                              |
| 2017年 | LOVE×PHASE                                                               | Windows Vista/7/8/8.1専用ゲームソフト『恋愛フェイズ』挿入歌                                                              |
| 2017年 | your little bunny                                                        | Windows Vista/7/8専用ゲームソフト『BunnyParadise ばにぱら〜恋人全員バニー化計画〜』エンディングテーマ                    |
| 2017年 | happily ever after                                                       | Windows Vista/7/8.1/10専用ゲームソフト『姫恋*シュクレーヌ!』エンディングテーマ                                           |
| 2018年 | Defiled Venus                                                            | Windows 7/8/10専用ゲームソフト『パコマネ わたし、今日から名門野球部の性処理係になります…』主題歌                         |
| 2018年 | 色化粧                                                                   | Windows Vista/7/8/10専用ゲームソフト『もののあはれは彩の頃。』オープニングテーマ                                         |
| 2018年 | らぶらぶセンセーション                                                   | Windows Vista/7/8/8.1/10専用ゲームソフト『らぶらぶシスターズ～花嫁＆姉妹達とのドキドキハレーム生活～』オープニングテーマ |
| 2018年 | みんな!うぇるかむ!ココここ部!                                            | Windows 7/8/10専用ゲームソフト『俺の彼女がガチ変態すぎる』エンディングテーマ                                             |
| 2018年 | 新妻こよみ                                                               | Windows Vista/7/8/10専用ゲームソフト『新妻こよみ』主題歌                                                                 |
| 2018年 | もっと!イチャ☆LOVEぱらだいす                                             | Windows 7/8.1/10専用ゲームソフト『姫様LOVEライフ! -もーっと!イチャイチャ☆ぱらだいす!-』主題歌                            |
| 2018年 | コンビねぇション・プラクティス!                                          | Windows 7/8/10専用ゲームソフト『俺の彼女がガチ変態すぎる』オープニングテーマ                                             |
| 2018年 | とある小国のお姫様が、会ったこともない兄の家にやってきて住みついた事情。 | Windows Vista/7/8専用ゲームソフト『姫様LOVEライフ!』主題歌                                                               |
| 2018年 | my vision                                                                | Windows Vista/7/8/10専用ゲームソフト『彼女と俺の恋愛日常』挿入歌                                                         |
| 2018年 | Blume                                                                    | Windows 7/8.1/10専用ゲームソフト『ChronoBox -クロノボックス-』挿入歌                                                     |
| 2019年 | happy!happy!スキャンダル!!                                               | Windows 7/8/8.1/10専用ゲームソフト『カスタムメイド3D2+ACT.2』挿入歌                                                      |
| 2019年 | Can Know Two Close? -nao Ver.-                                           | Windows XP/Vista/7専用ゲームソフト『××な彼女のつくりかた2』テーマソング                                                  |
| 2019年 | Bloody truth                                                             | 7/8.1/10専用ゲームソフト『VenusBlood-BRAVE-』主題歌                                                                      |
| 2019年 | QIエクスプロージョン!                                                    | Windows 7/8/10専用ゲームソフト『妹ぱらだいす!3』七瀬陽春エンディングテーマ                                               |
| 2019年 | close to your heart                                                      | Windows 7/8/10専用ゲームソフト『夏色ラムネ』小嶋美咲エンディングテーマ                                                   |
| 2019年 | summer days                                                              | Windows 7/8/10専用ゲームソフト『ボクのあまやかせいかつ‐星湘町観光課、毎日えっちなロコドル活動!‐』オープニングテーマ      |
| 2019年 | 朝が来るみたいに                                                         | Windows 7/8/10専用ゲームソフト『ワガママハイスペックOC』兎亜ルートエンディングテーマ                                     |
| 2019年 | Shining on you                                                           | Windows 7/8.1/10専用ゲームソフト『姫と乙女のヤキモチLOVE』アリーゼ=ヴィルエルドエンディングテーマ                        |
| 2019年 | Luminous moment                                                          | Windows 7/8.1/10専用ゲームソフト『カスタムオーダーメイド3D2』挿入歌                                                      |

## メディア出演

### テレビアニメ
2013年
- 超次元ゲイム ネプテューヌ THE ANIMATION（5pb.ちゃん[2]）

### ゲーム
2010年
- 超次元ゲイム ネプテューヌ（5pb.ちゃん）
- Memories Off ゆびきりの記憶（安藤千代子）

2011年
- 超次元ゲイム ネプテューヌmk2（5pb.ちゃん[3]）

2014年
- 超次次元ゲイム ネプテューヌRe;Birth2 SISTERS GENERATION（5pb.ちゃん[4]）
- 神次次元ゲイム ネプテューヌRe;Birth3 V CENTURY（5pb.ちゃん[5]）

2018年
- 超次次元ゲイム ネプテューヌRe;Birth1+（5pb.ちゃん）※ライブラリ音声

2020年
- Go!Go!5次元GAME ネプテューヌ re★Verse（5pb.ちゃん[6]）※ライブラリ音声

### ラジオ
- Radio なおしゃべる。（HiBiKi：2010年3月31日 - 2012年12月26日）
- naoとみゆのアリアス・レリジオーソ学園放送部☆PieceRadio（YouTube：2008年11月8日 - 2009年2月27日）